# Zagrađe (Kladanj)
Zagrađe es un pueblo ubicado en la municipalidad de Kladanj, en el cantón de Tuzla, Bosnia y Herzegovina.

## Superficie
Posee una superficie de 2,65 kilómetros cuadrados.

## Demografía
Hasta 2013 la población era de 91 habitantes, con una densidad de población de 34,3 habitantes por kilómetro cuadrado.